# 曹天钦
曹天钦（1920年12月5日—1995年1月8日），男，籍贯直隶（今河北）束鹿，生于北平，中国生物化学家，中国科学院院士。他是中国现代蛋白质研究的奠基人之一，肌球蛋白轻链的发现者。

## 生平
曹天钦祖籍河北束鹿，1920年出生于北平。1938年考入燕京大学化学系。1944年毕业，1946年前往英国留学。1948年获剑桥大学化学系学士学位。之后改攻生物学，主要从事肌球蛋白的物理化学研究。1951年当选剑桥大学冈维尔与凯斯学院院士。回国后在中国科学院生理生化研究所工作。曾参与领导了人工合成牛胰岛素的研究。1960年起任中国科学院生物化学研究所副所长。1980年当选中国科学院生物学部学部委员（院士）。此后出任中国科学院上海分院院长。1983年当选瑞典皇家工程科学院院士。
1986年6月，中国科学技术协会第三次全国代表大会在北京召开，选举产生第三届全国委员会。6月28日，第三届全国委员会第一次会议召开，推举其担任副主席。1995年逝世。

## 家庭
其妻为物理学家谢希德。二人相识于燕京大学附中。